# Rhinosimus lautus
Rhinosimus lautus is een keversoort uit de familie platsnuitkevers (Salpingidae). De wetenschappelijke naam van de soort werd in 1880 gepubliceerd door Thomas Broun.